# پنج دریاچه فوجی

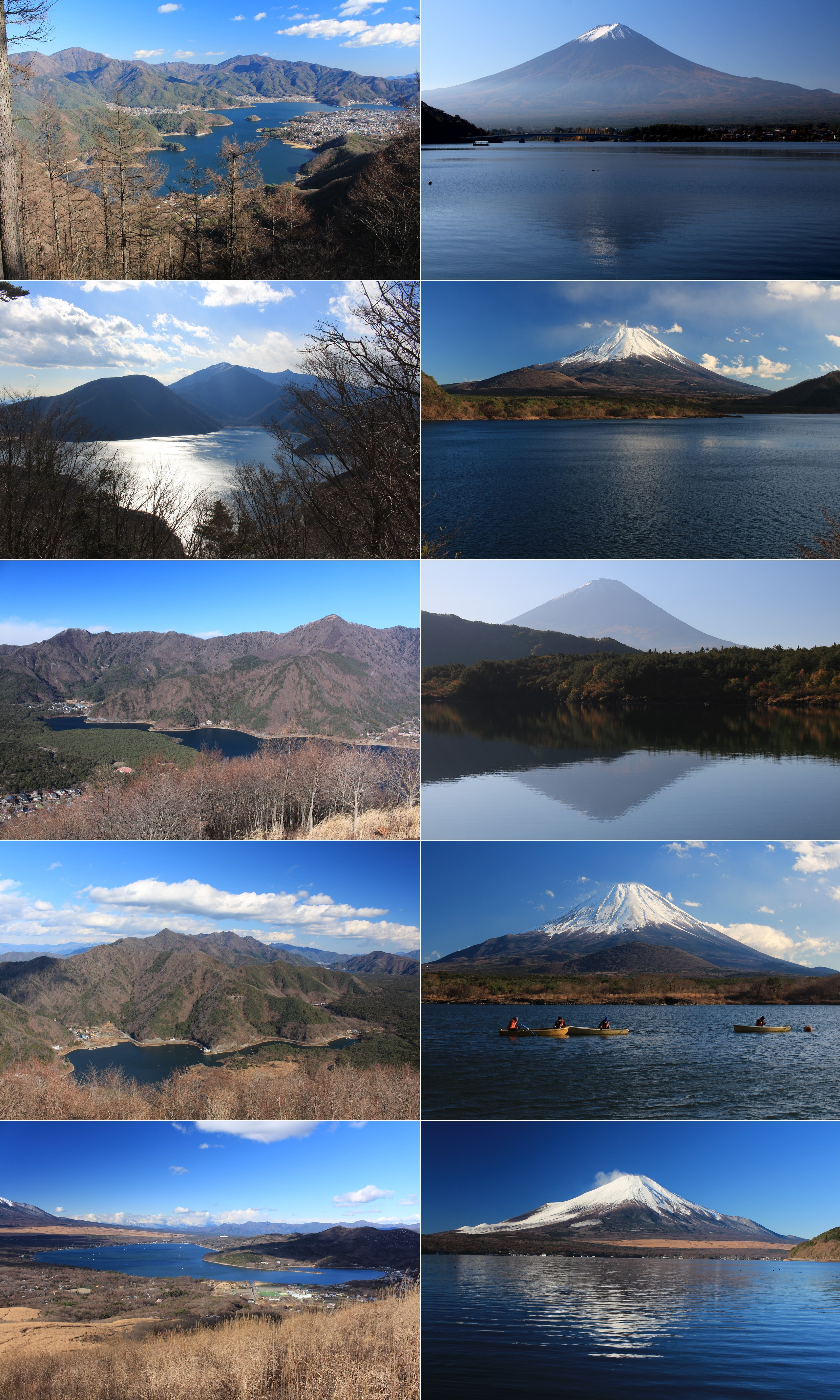
پنج دریاچه فوجی و نمایی از کوه فوجی از منطقه پنج دریاچه
دریاچه کاواگوچی
دریاچه موتوسو
دریاچه سای
دریاچه شوجی
دریاچه یاماناکا

پنج دریاچه فوجی (به ژاپنی: 富士五湖, Fuji-goko) نام منطقه ای است که در پایه کوه فوجی در استان یاماناشی ژاپن واقع شده‌است.